# Luis Lacy y Gautier
Luis Lacy y Gautier (San Roque, 11 de enero de 1775-Palma, 4 de julio de 1817) fue un militar español. Murió fusilado en el castillo de Bellver.

## Biografía
Nacido en la localidad gaditana de San Roque el 11 de enero de 1775, era hijo de Patrick de Lacy Gould, militar español de origen irlandés. También los Gauthier, de origen francés, eran militares en el Ejército español. Luis se alistó en el ejército a la edad de trece años en el llamado entonces «Regimiento de Borgoña», que zarpaba para Puerto Rico con sus tíos maternos Juan y Francisco Gauthier, o también en documentos como Gautier, y a los catorce era subteniente de infantería, dando señas de carácter intrépido e insubordinado. Participa en 1794, con veintidós años, como capitán de infantería, en la campaña del Rosellón. Por algunos líos de faldas que tuvo en un destino en Canarias, fue expulsado temporalmente del ejército y desterrado a la isla de El Hierro; en 1803, se alista en el Ejército francés para luchar en Alemania.

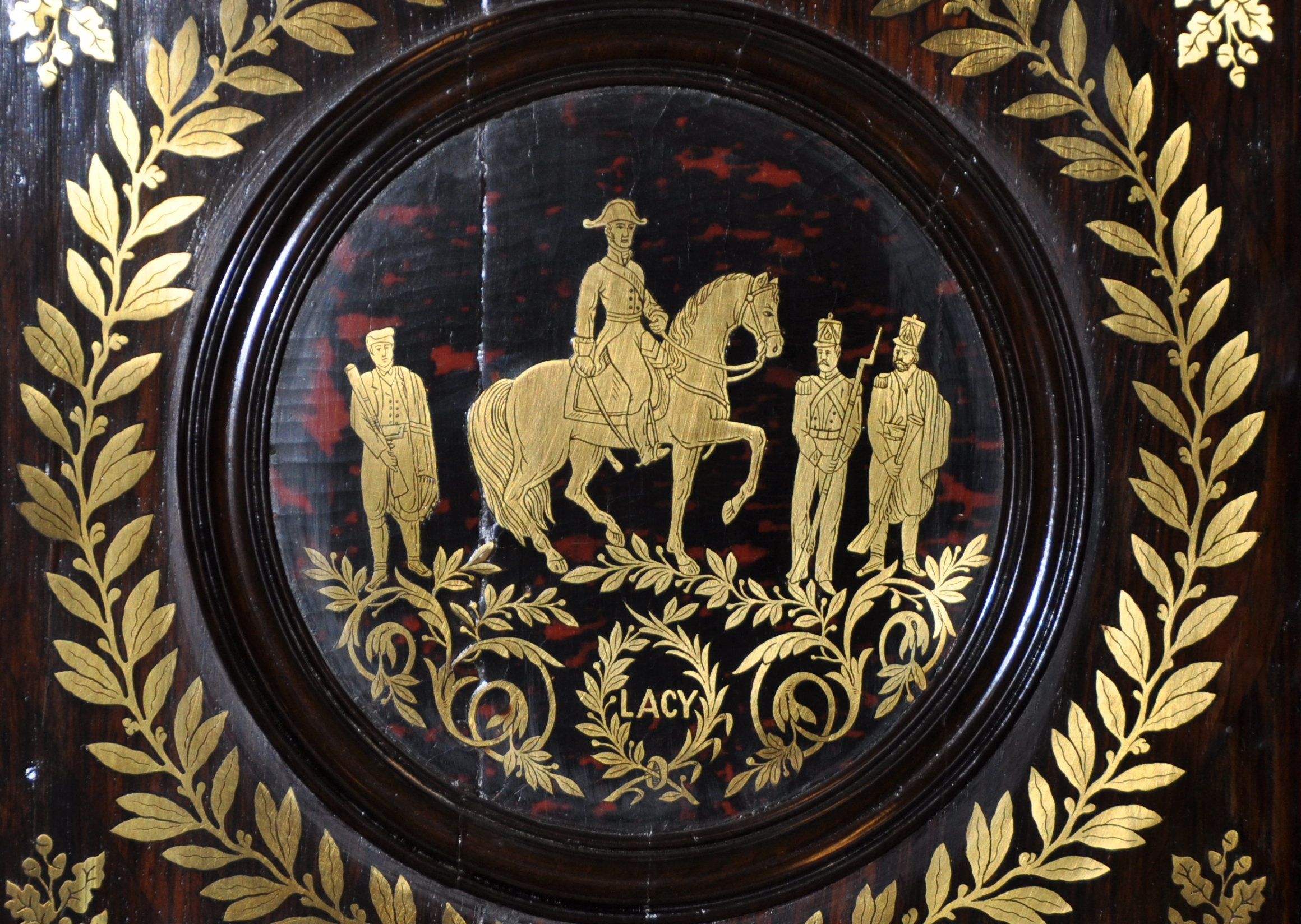
Luis de Lacy y Gautier en la decoración de un mueble conmemorativo de la Guerra de la Independencia española, obra de J.A. Cabanyeres (1866) y conservado en el Museo de Historia de Barcelona.

Ante los sucesos del 2 de mayo de 1808, deserta y vuelve a España donde, tras varias acciones y batallas, llega a mariscal de campo en 1810. En 1811 fue nombrado capitán general de Cataluña, aunque fue sustituido tras el fracaso ante Mataró. En enero de 1813 fue nombrado por la Junta de Regencia capitán general de Galicia. Allí, según los estudios realizados, desde 1984, por el profesor Alberto Valín, ingresó en la logia masónica denominada sorprendentemente Logia Constitucional de la Reunión Española(1814-1816), decimos "sorprendentemente" porque esta logia es la única sociedad conocida en toda la historia universal de la masonería que rompe un principio fundamental de esta mutual asociación internacional: no involucrarse jamás en cuestiones de índole política, definiéndose, ya desde su mismo título, como seguidora del liberalismo radical contemplado en la Constitución de Cádiz de 1812. En esta logia y en su sucesora la logia militar subversiva Los Amigos del Orden (1816-1820), estará una buena parte de lo más granado del movimiento liberal gallego y, obviamente, también nacional como, por ejemplo: Valentín de Foronda, Pedro de Llano, Marcelino Calero, el ayudante personal del propio Luis de Lacy Manuel de Santurio García-Sala y el director y principal ejecutor de la victoriosa sublevación militar coruñesa del 21 de febrero de 1820 en apoyo al ya apagado pronunciamiento de Riego en Las Cabezas de San Juan: el coronel Carlos Espinosa de los Monteros y Ayerdi de nombre de guerra o simbólico C. E. Diocles. 
Tras la vuelta del rey Fernando VII a España solicita el traslado a Valencia, pero en 1817 se pronuncia en Cataluña junto al general Milans del Bosch a favor de la Constitución española de 1812, tras lo que fue hecho prisionero, mientras que Milans lograba escapar. La incoación del expediente fue hecha por el nuevo capitán general y héroe español de la batalla de Bailén, también masón, Francisco Javier Castaños.

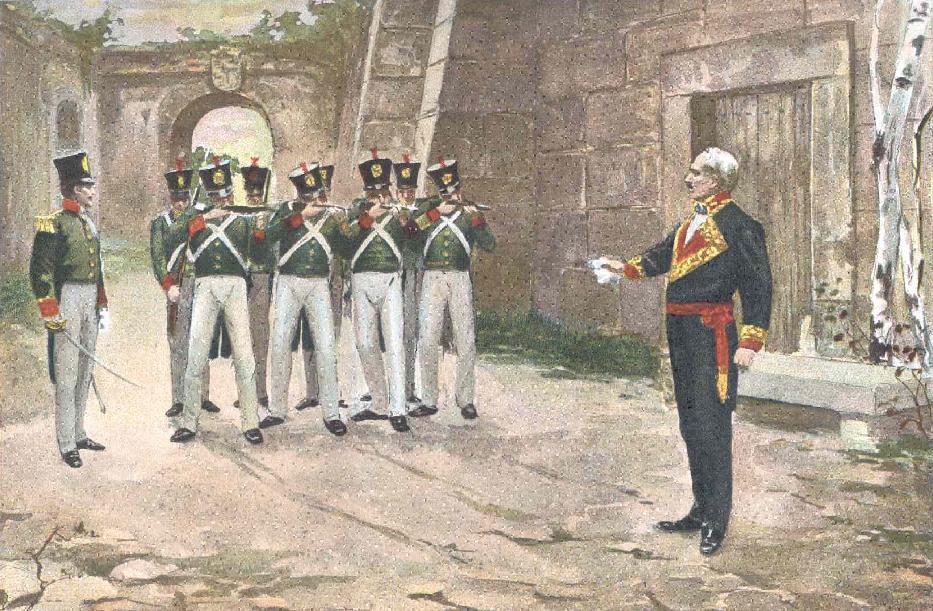
Ejecución del general Lacy en el Castillo de Bellver, el 5 de julio de 1817.

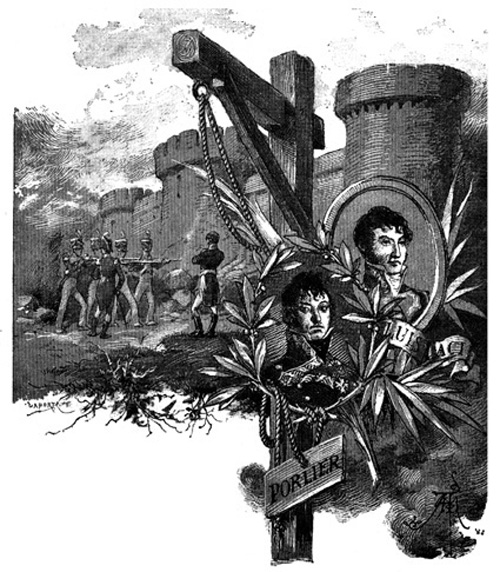
Fusilamiento del general Lacy. Ilustración de La segunda casaca de Benito Pérez Galdós (1884).

Lacy murió fusilado en el castillo de Bellver de Palma de Mallorca el 5 de julio de 1817. En 1820 con la instauración del Trienio Constitucional por una orden real se proclamó que «se devolvieran al general Lacy todos los honores, mandando colocar su nombre en el salón de Cortes como muerto en un patíbulo por la Constitución».

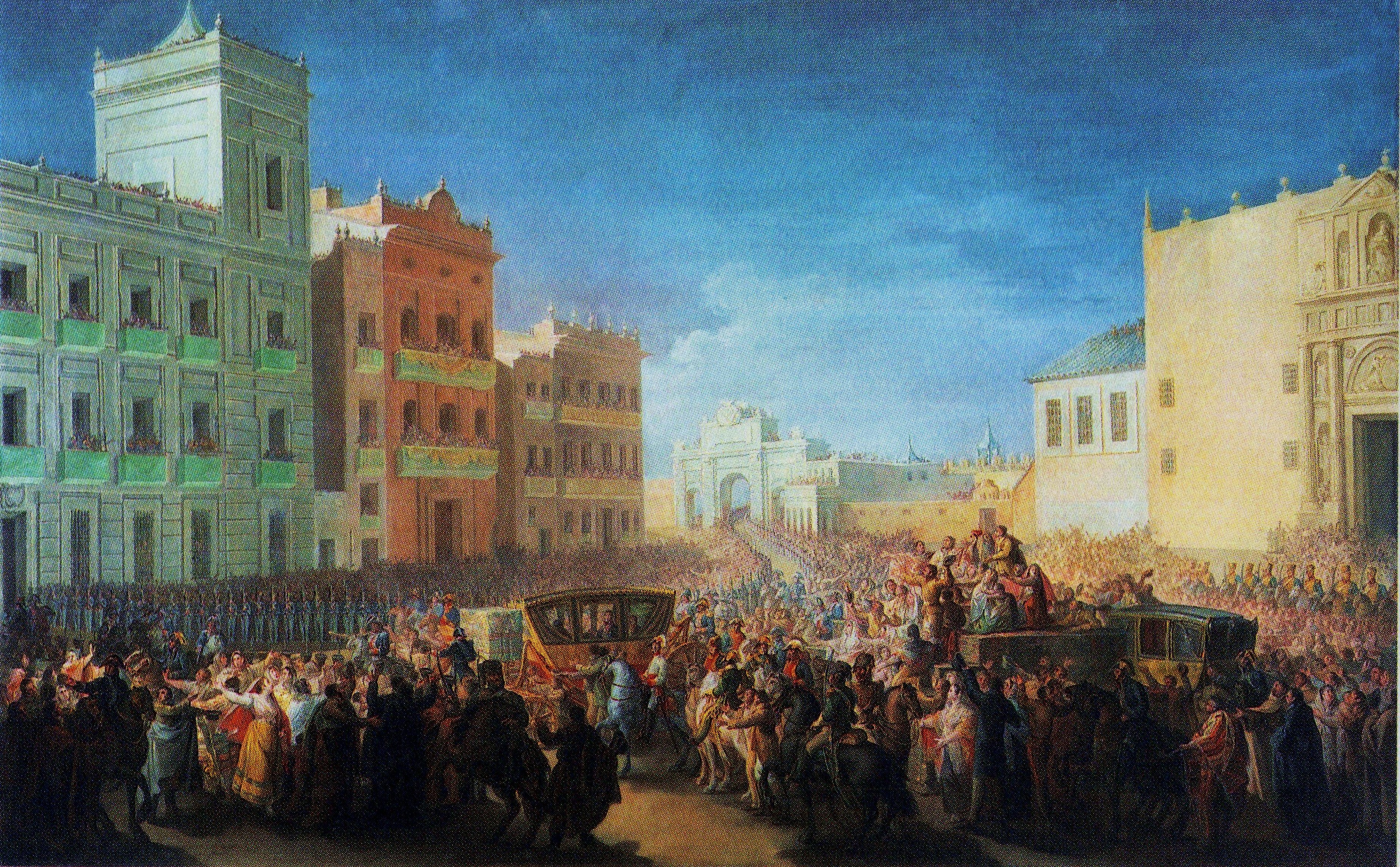
Entrada triunfal de Fernando VII en Valencia (1815) tras la derrota de los ejécitos napoleónicos en la Invasión Francesa de España. Nada más llegar, promulgó la derogación de la Constitución de 1812 y la persecución de los diputados de las Cortes de Cádiz, lo que provocó una serie de revueltas de carácter liberal, incluyendo la dirigida por Lacy en 1817.

En la actualidad, varias calles de España llevan el nombre General Lacy en su honor: en Madrid (CP 28045); en el barrio de El Terreno (Palma de Mallorca CP 07015); una pequeña calle muy cerca del Bosque de Bellver; en San Roque (Cádiz, CP 11360), su ciudad natal; en la localidad de Sabadell (Barcelona, CP 08202), en la localidad ciudadrealeña de Torralba de Calatrava (CP 13160). También se le dedica una calle importante en Alicante, junto al Palacio de la Diputación (CP 03003).